# 115-й гвардійський ракетний полк (СРСР)
115-й гвардійський ракетний Ризький полк (в/ч 18282) — військова частина у складі Ракетних військ стратегічного призначення Збройних сил СРСР і України.

## Історія створення і бойовий шлях
На підставі наказу НКО СРСР від 10.01.1944 та директиви ГШ РСЧА від 14.01.1944 року у вересні 1944 року на базі 690-го авіаційного полку був сформований 362-й авіаційний полк далекої дії, який увійшов до складу 45-ї авіаційної дивізії далекої дії.
«За відзнаку в боях при оволодінні столицею Радянської Латвії містом Рига — важливою військово-морською базою і потужним вузлом оборони німців у Прибалтиці» наказом НКО СРСР від 31 жовтня 1944 року № 0353 на підставі наказу ВГК СРСР 362-му авіаційному полку далекої дії присвоєне почесне найменування «Ризький».
Після закінчення Другої світової війни 362-й авіаційний полк далекої дії був переформований у 362-й бомбардувальний авіаційний полк, який до 1958 року базувався у Вітебській області Білорусі і входив до складу 50-ї повітряної армії.
25 вересня 1958 року 362-й бомбардувальний авіаційний полк був розформований. Згідно директиви заступника міністра оборони СРСР від 16.08.1958 року на базі розформованого 362-го бомбардувального авіаційного полку 20 вересня 1958 року у містечку Паплака Лієпайського району Латвії почалось формування 253-го інженерного полку. 15 березня 1960 року полк був виведений з підпорядкування командування ВПС СРСР, увійшов до складу Ракетних військ, перейменований у 115-й ракетний полк. З вересня 1960 року входив до складу 29-ї ракетної дивізії 50-ї ракетної армії. 6 грудня 1960 року полку був вручений Бойовий прапор і Грамота Президії Верховної Ради СРСР.
Згідно директив ГШ від 17.04.1961 та ГШ РВ від 04.05.1961 полку залишене почесне найменування «Ризький».
Починаючи з 1961 року 115-й ракетний полк ніс бойове чергування на ракетному комплексі 8К51.
Директивою ГШ від 17.10.1961 року за високі показники в бойовій і політичній підготовці, освоєння принципово нової бойової техніки особовому складу полку об'явлена подяка з присвоєнням почесного найменування «Гвардійський».
У 1966 році полк був перепідпорядкований командуванню Державного полігону «Капустин Яр» (Астраханська область). Після перенавчання основний склад полку вибув у Забайкальський військовий округ, а частина полку, що залишилась, була доукомплектована новими кадрами.
4 серпня 1968 року 115-й гвардійський ракетний полк включений до складу 46-ї ракетної дивізії і 20 серпня передислокований у м. Первомайськ (Миколаївська область). Освоївши новий ракетний комплекс УР-100 (8К84) «ОС», 25 жовтня 1969 року особовий склад полку першим заступив на бойове чергування на ньому.
17 жовтня 1975 року полк заступив на бойове чергування на ракетному комплексі 15ПО30 (УР-100Н), 9 вересня 1980 року — на ракетному комплексі 15ПО35 з РС-18 (УР-100НУ), з 20 жовтня 1988 року полк ніс спочатку дослідно-бойове чергування, а з 7 червня 1989 року — бойове чергування на новітньому ракетному комплексі 15ПО60 з ракетою 15Ж60 (СС-24 «Скальпель»).
30 червня 2001 року 115-й гвардійський ракетний Ризький полк був розформований.

## Командири полку
- підполковник Ілюхін Микола Миколайович (1944—1946);
- підполковник Галич Макар Михайлович (1946—1947);
- підполковник Козлов Микола Андрійович (1947—1950);
- полковник Сугак Сергій Савелійович (1950—1956);
- підполковник Силенков Трохим Федосович (1956—1958);
- підполковник Плотников Василь Дмитрович (1958);
- підполковник Єренков Віктор Федорович (1958—1960);
- підполковник Онищенко Володимир Прокопович (1960—1963);
- підполковник Гладченко Михайло Юхимович (1963—1967);
- підполковник Карагодін Геннадій Якович (1967—1968);
- підполковник Жуков Юрій Аверкійович (1968—1971);
- підполковник Федоров Володимир Семенович (1971—1976);
- підполковник Акименко Віктор Дмитрович (1976—1977);
- полковник Овчинников Іван Семенович (1977—1985);
- підполковник Яковлєв Володимир Миколайович (1985—1989);
- підполковник Смирнов Анатолій Вікторович (1989—1992);
- полковник Хайловський Володимир Іванович (1992—1994);
- підполковник Волошан Анатолій Іванович (1994—1997);
- підполковник Божков Юрій Васильович (1997—1999);
- підполковник Павлов Віктор Миколайович (1999—2001).